# کوجیما پروداکشنز
کوجیما پروداکشنز (به ژاپنی: 小島プロダクション ,Kojima Purodakushon) یک استودیوی ژاپنی توسعه‌دهنده بازی‌های ویدئویی زیر نظر هیدئو کوجیما، طراح و سخنگوی سابق شرکت کونامی و همچنین خالق مجموعه متال گیر است. این استودیو که به عنوان شرکت تابعه کونامی به‌شمار می‌رفت، در ۱ آوریل ۲۰۰۵ تأسیس شده است و دفتر مرکزی آن در شیناگاوا، توکیو واقع است.
در دسامبر ۲۰۱۵، قرارداد کاری کوجیما با شرکت کونامی به‌طور رسمی فسخ شد و او اعلام کرد کوجیما پروداکشنز را بازسازی کرده و استودیو مستقل جدید خود را تشکیل داده است. او همچنین تأیید کرد با همکاری سونی در حال ساخت یک پروژه جدید برای کنسول پلی‌استیشن ۴ و مایکروسافت ویندوز هستند که نتیجه آن تبدیل به دث استرندینگ شد که در ۸ نوامبر ۲۰۱۹ برای پلی‌استیشن ۴ توسط سونی اینتراکتیو انترتینمنت و در ۱۴ ژانویه ۲۰۲۰ برای مایکروسافت ویندوز توسط ۵۰۵ گیمز منتشر شد.

## تاریخچه

### زیرنظر کونامی
استودیو در تاریخ ۱ آوریل ۲۰۰۵ تأسیس شد و پس از مدتی تیم هیدئو کوجیما زیر مجموعه شرکت کونامی درآمد. کوجیما پس از ادغام با کونامی به سمت معاون ریاست شرکت KCEJ درآمد و اعلام کرد که تمام تمرکز خود را بر روی بازی‌سازی خواهد گذاشت. به گفتهٔ وی:
 برای کمی توضیح بیشتر، من در حال حاضر به عنوان یکی از اعضای هیئت مدیره در کونامی مشغول به کار هستم، من مسئولیت دارم و همچنین به این شرکت احترام می‌گذارم. اگرچه زمانی که من به عنوان یک سازنده بازی می‌گویم «من می‌خواهم یک بازی جدید بسازم»، این هنوز مثل بیست سال پیش است و هنوز مردم می‌پرسند «آیا این عنوان می‌فروشد؟ آیا این خوب است؟» هیچ‌کس واقعاً نمی‌داند که این یک واقعه لحظه‌ای یا هرچیز دیگر است. من نمی‌خواهم در مورد مدیران ارشد صحبت کنم، اما حتی هیئت توسعه نیز چنین هستند! و این چالش من است. واقعاً جالبه. آن‌ها درک نمی‌کند که این را فوری نمی‌توانند ببینند، به‌طوری‌که آن‌ها نمی‌توانند فوراً بگویند «این یک ایده فوق‌العاده است». این چالش من است و رضایت من زمانی حاصل می‌شود که به آن‌ها بگویم قصد خلق چیزی جدید را در سر دارم، و اگر مقداری برای این موضوع پافشاری کنم آن‌ها می‌گویند: «نه! ما نمی‌دانیم در مورد چه چیزی صحبت می‌کنی» و این در واقع نکته سرگرم‌کننده موضوع است.
شرکت کامل شد و شروع به منتشر کردن بازی‌های متال‌گیر: اچ‌دی کالکشن، تلفیقی از نسخه‌های دوم و سوم این مجموعه و پیس واکر کرد. آن‌ها سپس «متال گیر سالید ۳: اسنیک ایتر ۳ دی» را برای کنسول بازی دستی نینتندو ۳دی‌اس به عنوان نسخه سازگار شده از بازی اصلی متال گیر سالید ۳: اسنیک ایتر منتشر ساختند. در اوایل سال ۲۰۱۴ میلادی، آن‌ها متال گیر سالید: گراند زیروز را که به عنوان آینده روشنی برای مجموعه بازی‌های متال‌گیر به حساب می‌آوردند منتشر کردند و سپس دو استودیو در ژاپن و لس آنجلس بر روی بازی متال گیر سالید ۵: فانتوم پین کار کردند و در نهایت آن را در سپتامبر ۲۰۱۵ منتشر ساختند

### به عنوان شرکت مستقل
پس از جدایی از کونامی، کوجیما در ۱۶ دسامبر ۲۰۱۵ اعلام کرد که استودیو کوجیما پروداکشنز به عنوان یک استودیو مستقل، باز تأسیس شده و طبق بیانیه مشترک همکاری با سونی اینتراکتیو انترتینمنت، بازی جدید این استودیو یعنی دث استرندینگ نیز در ۸ نوامبر ۲۰۱۹ برای پلی‌استیشن ۴ توسط سونی اینتراکتیو انترتینمنت و در ۱۴ ژانویه ۲۰۲۰ برای مایکروسافت ویندوز توسط ۵۰۵ گیمز منتشر شد. همچنین دنبالهٔ این بازی تحت عنوان دث استرندینگ ۲: در ساحل قرار است در سال ۲۰۲۵ برای پلی‌استیشن ۵ منتشر شود.

## بازی‌ها
| سال            | عنوان                       | سکو(ها)                                                     | ناشر(ها)                                                 | منبع        |
| -------------- | --------------------------- | ----------------------------------------------------------- | -------------------------------------------------------- | ----------- |
| ۲۰۱۹           | دث استرندینگ                | پلی‌استیشن ۴، مایکروسافت ویندوز، پلی‌استیشن ۵، مک‌اواس، آی‌اواس | سونی اینتراکتیو انترتینمنت، ۵۰۵ گیمز                     |             |
| ۲۰۲۵           | دث استرندینگ ۲: در ساحل     | پلی‌استیشن ۵                                                 | سونی اینتراکتیو انترتینمنت                               | [ ۵ ] [ ۶ ] |
| اعلام خواهد شد | اودی                        | اعلام خواهد شد                                              | ایکس‌باکس گیم استودیوز                                    | [ ۷ ]       |
| اعلام خواهد شد | فیزینت (عنوان در حال تولید) | اعلام خواهد شد                                              | سونی اینتراکتیو انترتینمنت؛ تولید مشترک با کلمبیا پیکچرز | [ ۸ ]       |